# بيرت نيلسون
بيرت نيلسون (بالإنجليزية: Bert Nelson)‏ هو صحفي أمريكي، ولد في 17 نوفمبر 1921 في سان دييغو في الولايات المتحدة، وتوفي في 9 يناير 1994.

## روابط خارجية
- بيرت نيلسون على موقع الاتحاد الأمريكي لسباقات المضمار والميدان، قاعة المشاهير (الإنجليزية)